# Moba (popolo)
I Moba o Bimoba sono una popolazione dell'Africa occidentale, che vive a nord del Togo, in particolare nelle città di Dapaong e Bombouaka e nei loro dintorni, anche in Ghana e Burkina Faso.
Secondo il contesto, si incontrano diverse denominazioni : Bimawba, Bimoba, B'Moba, Moab, Moa, Moare, Mobas, Mouâ, Mowan, Mowa, Mwaba, Mwandénominatio. Parlano il Moba, una lingua Oti-volta, studiata in particolare da fra Pierre Reinhart che gli ha dedicato diverse pubblicazioni. Si ritiene che i Bimoba siano migrati verso sud dall'attuale Burkina-Faso in seguito al crollo del Regno di Fada-Gurma intorno al 1420.